# Sellenbüren
Sellenbüren är en ort i kommunen Stallikon i kantonen Zürich, Schweiz. 